# Ленская (платформа)
Ле́нская — остановочный пункт Горьковского направления Московской железной дороги на однопутном тупиковом ответвлении Павловский Посад — Электрогорск. Находится в районе Корнево (бывшая деревня) города Павловский Посад Московской области. Назван в честь одноимённого района в Павловском Посаде. Находится рядом с Корнево-Юдинским переулком, к югу от платформы — проход к Интернациональному переулку.
Остановочный пункт представляет из себя одну боковая изогнутую высокая платформа, расположенную с северной стороны единственного пути линии (платформа рассчитана на приём двенадцативагонного электропоезда). На платформе останавливаются электропоезда Москва-Пасс.-Курская — Электрогорск, обслуживаемые моторвагонным депо ТЧПРИГ-4 Железнодорожная. Остановочный пункт находится в границах станции Павловский Посад. К западу от платформы от линии на юго-восток отходит подъездной путь на бетонный завод.
В апреле 2019 года ЦППК разместила тендер на выполнение строительно-монтажных работ по реконструкции платформы. В мае 2019 года победителем было объявлено ООО «ИСК „Прогресс”». Уже осенью 2019 года были начаты подготовительные работы, к востоку от существующей платформы начали возводить временную деревянную платформу. Зимой 2019 года посадку и высадку пассажиров перенесли на временную платформу, начался демонтаж старой платформы. Новая платформа была открыта для пассажиров 16 августа 2020 года.

## Галерея

### До реконструкции

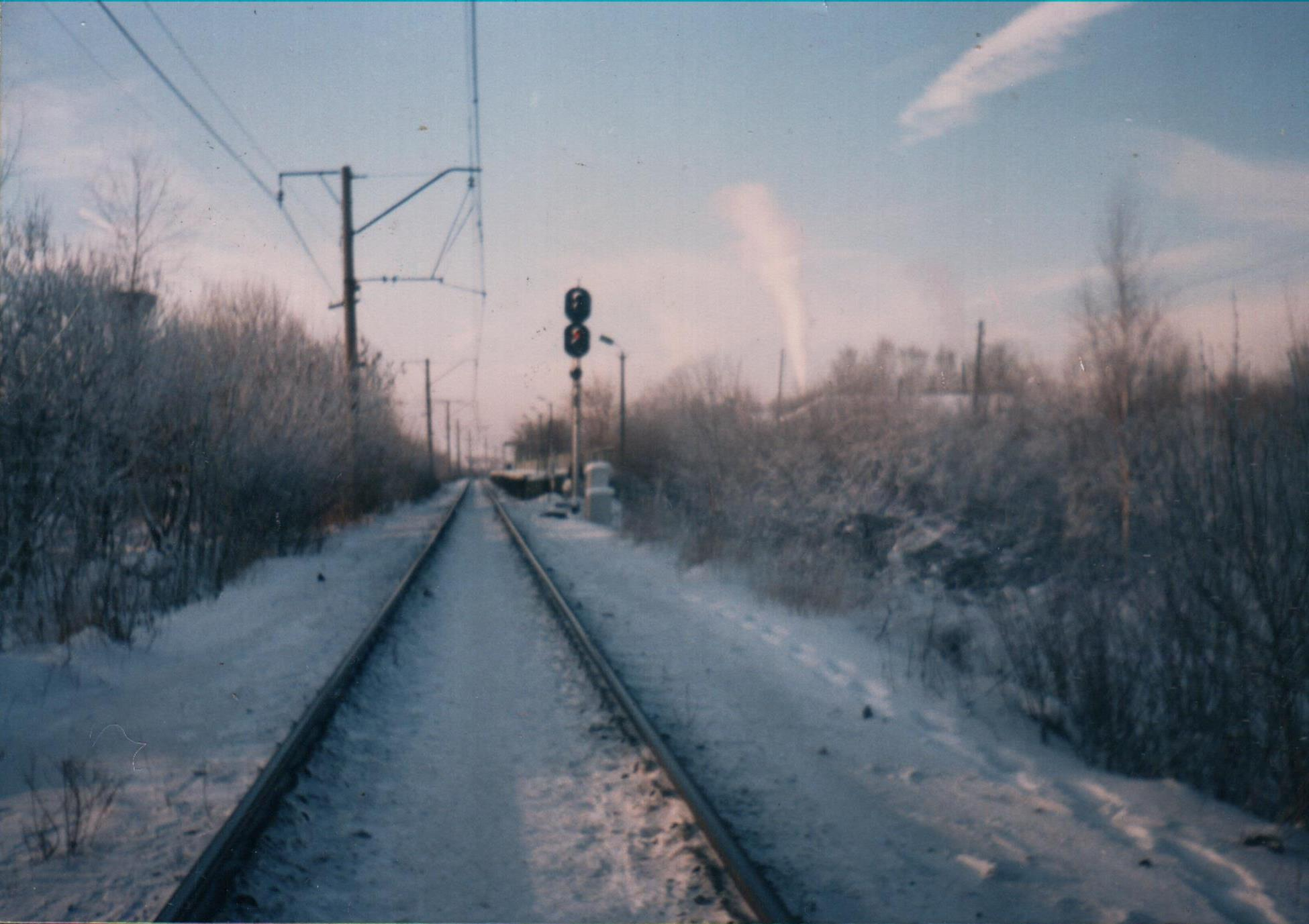
Платформа в 1998 году
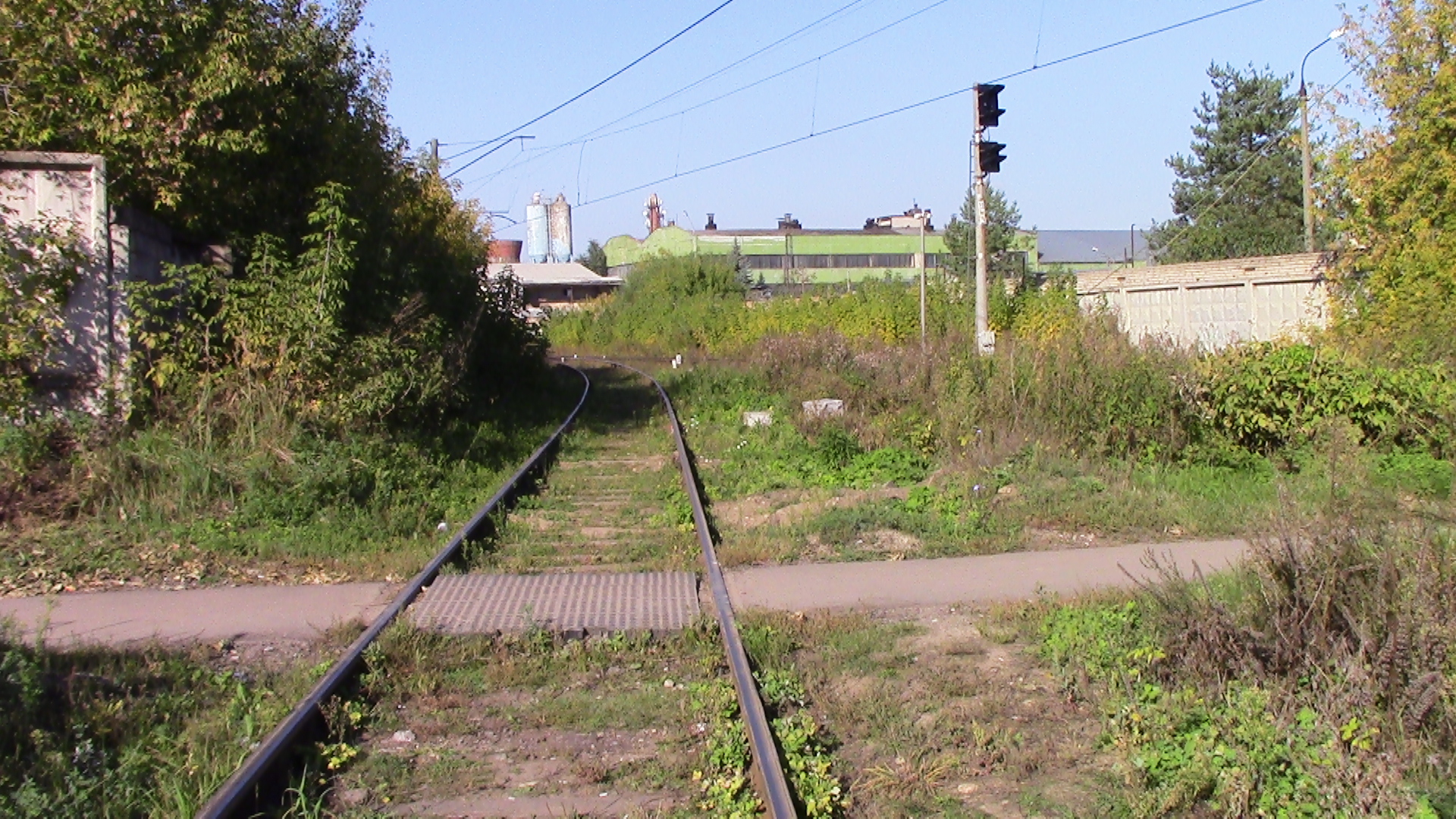
Подъездной путь на бетонный завод (вид в сторону Москвы).
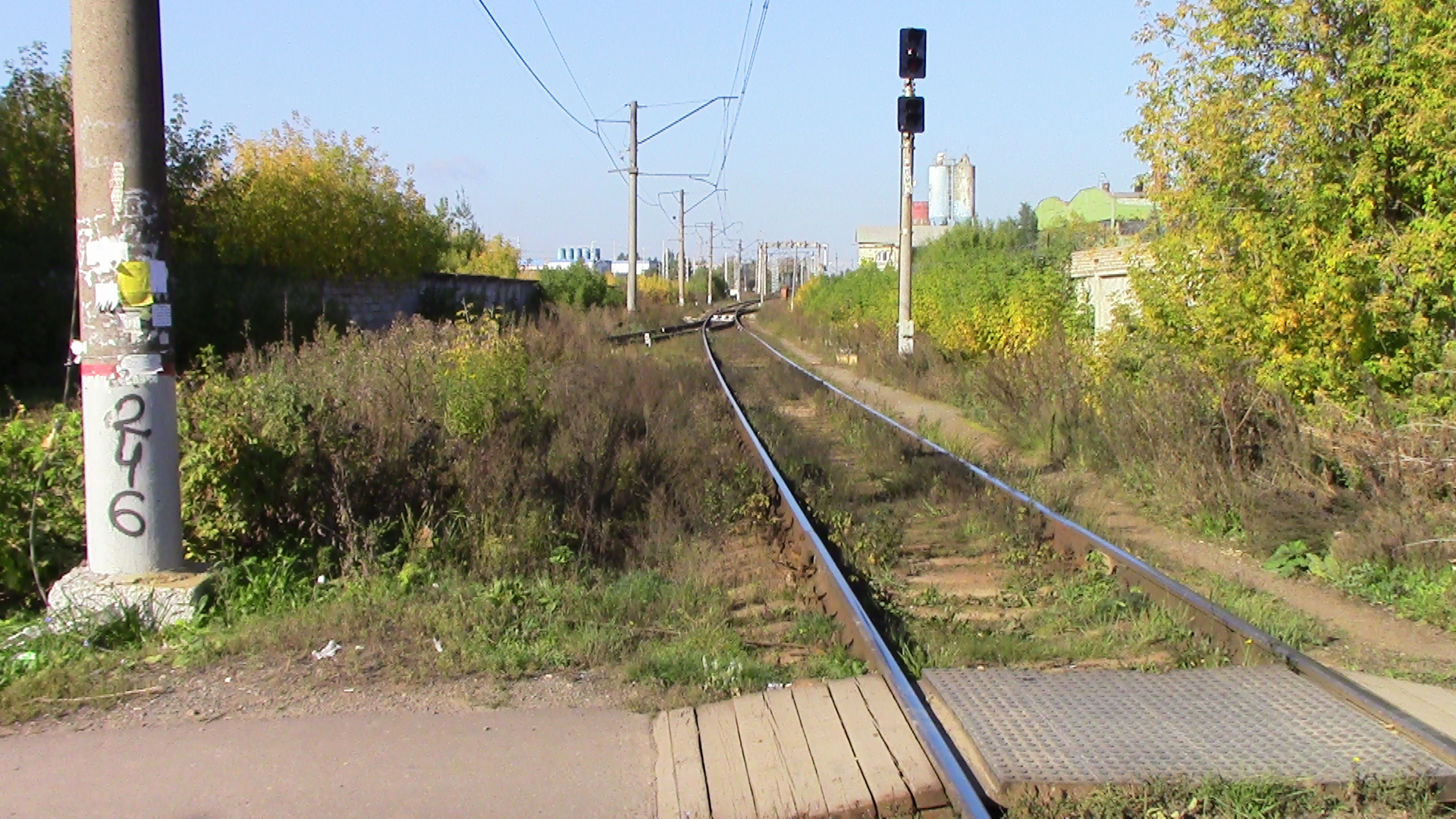
Главный путь. Вид в сторону Москвы.
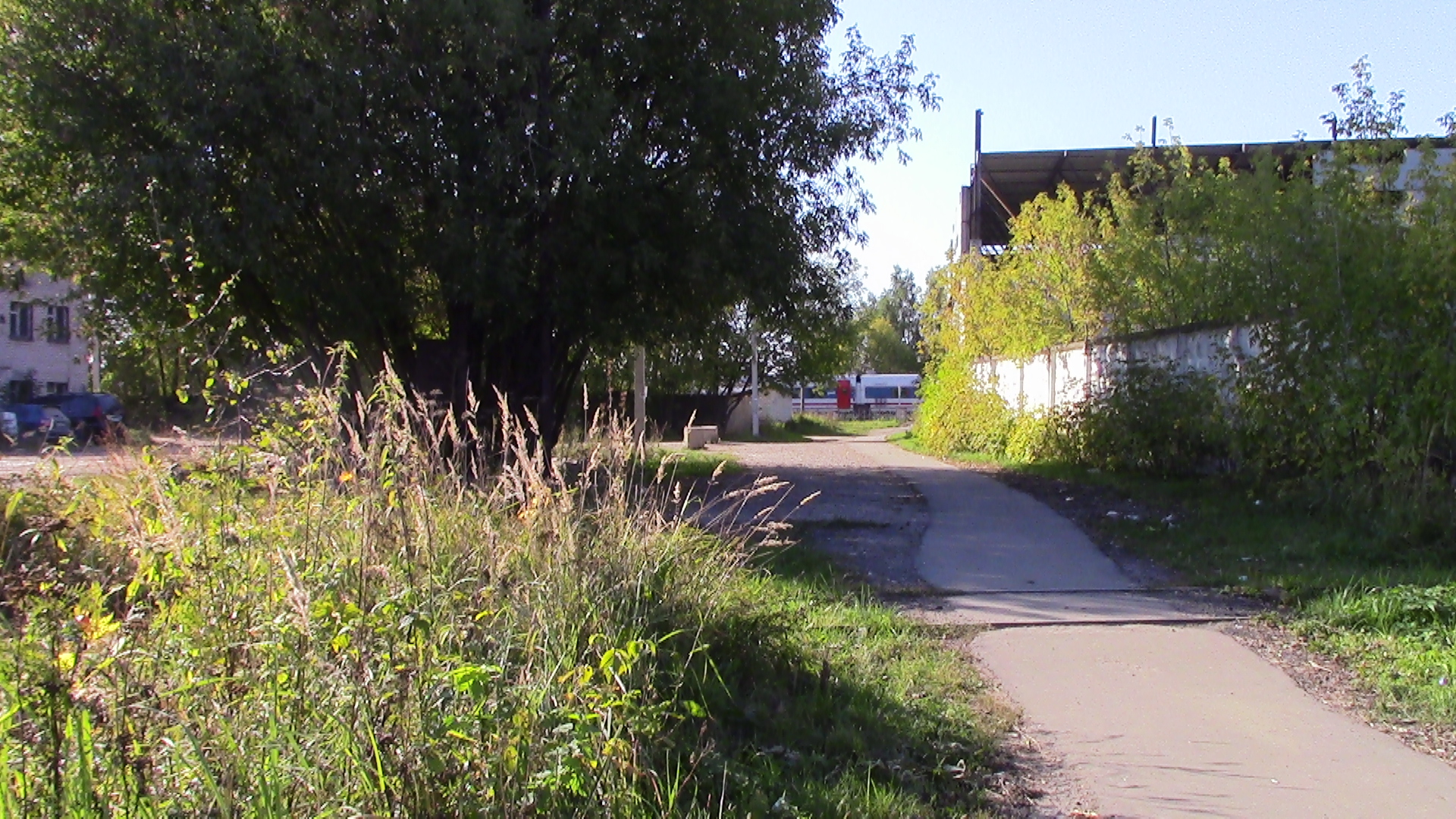
Скоростной поезд «Стриж» проезжает в ста метрах к югу от платформы Ленская по главному ходу Горьковского направления МЖД.
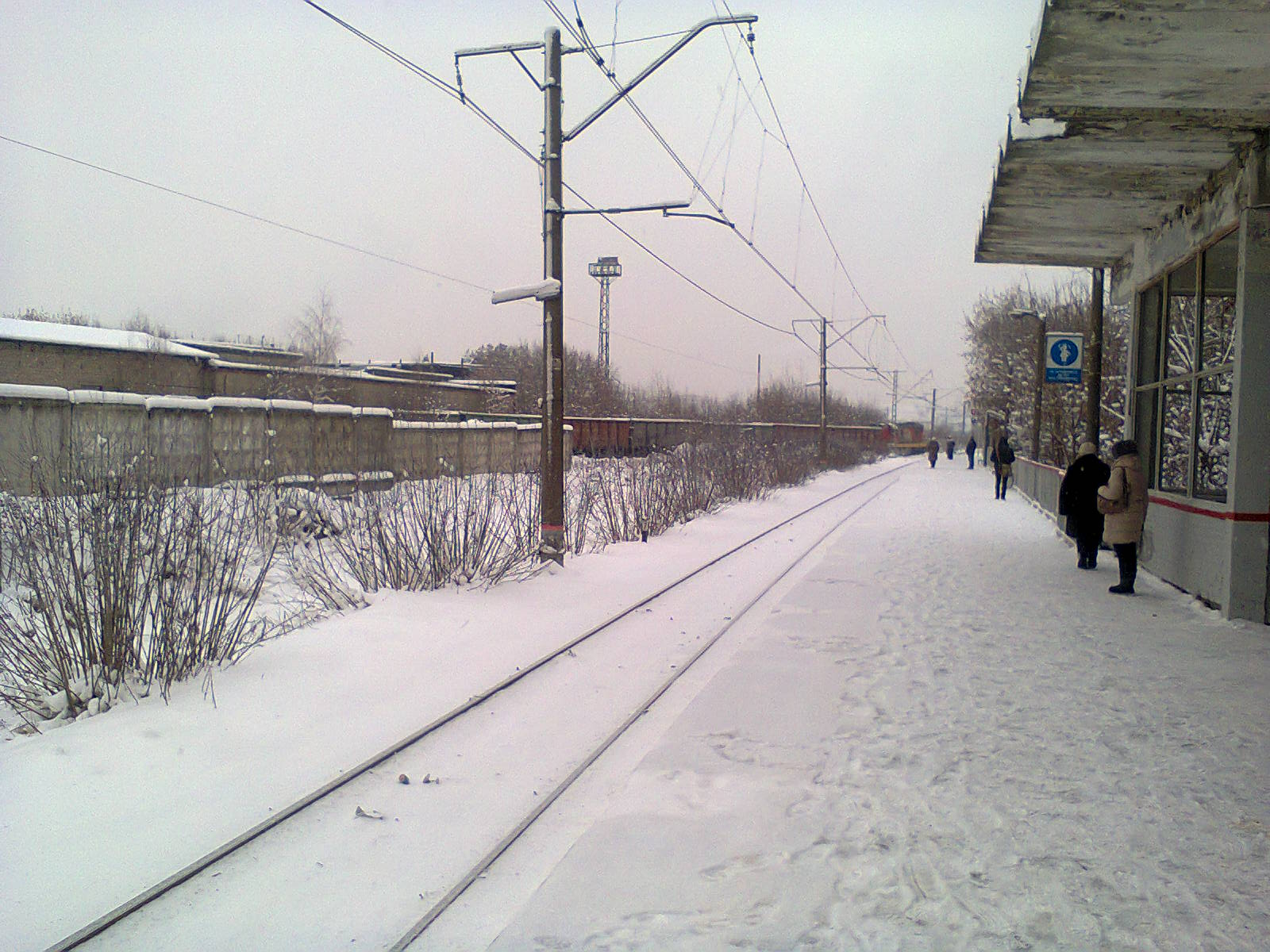
Маневровый тепловоз ЧМЭ3 толкает грузовой состав на территорию бетонного завода. Декабрь 2018 года.
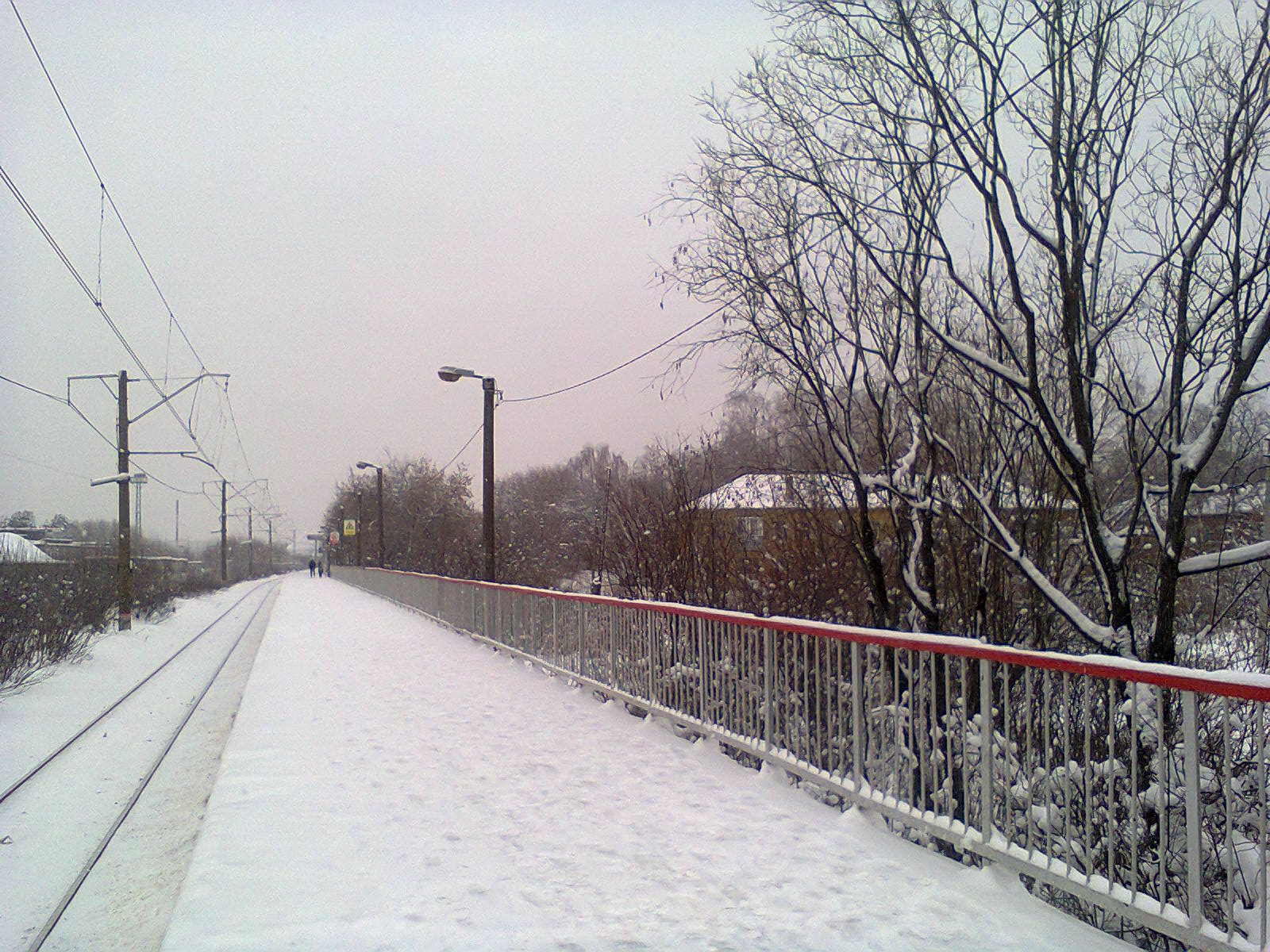
Платформа в декабре 2018 года.

### Работы по реконструкции

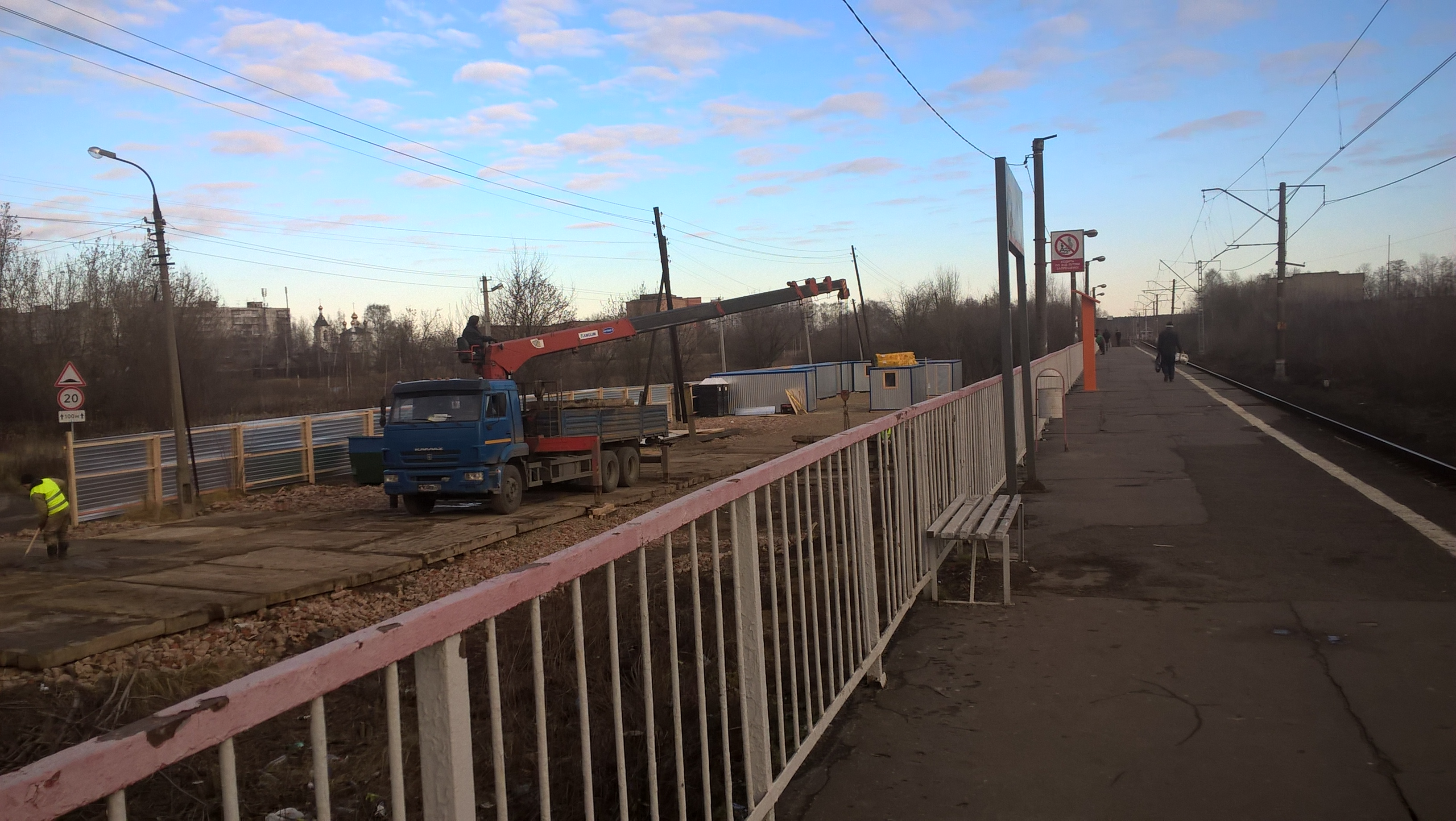
Подготовительные работы
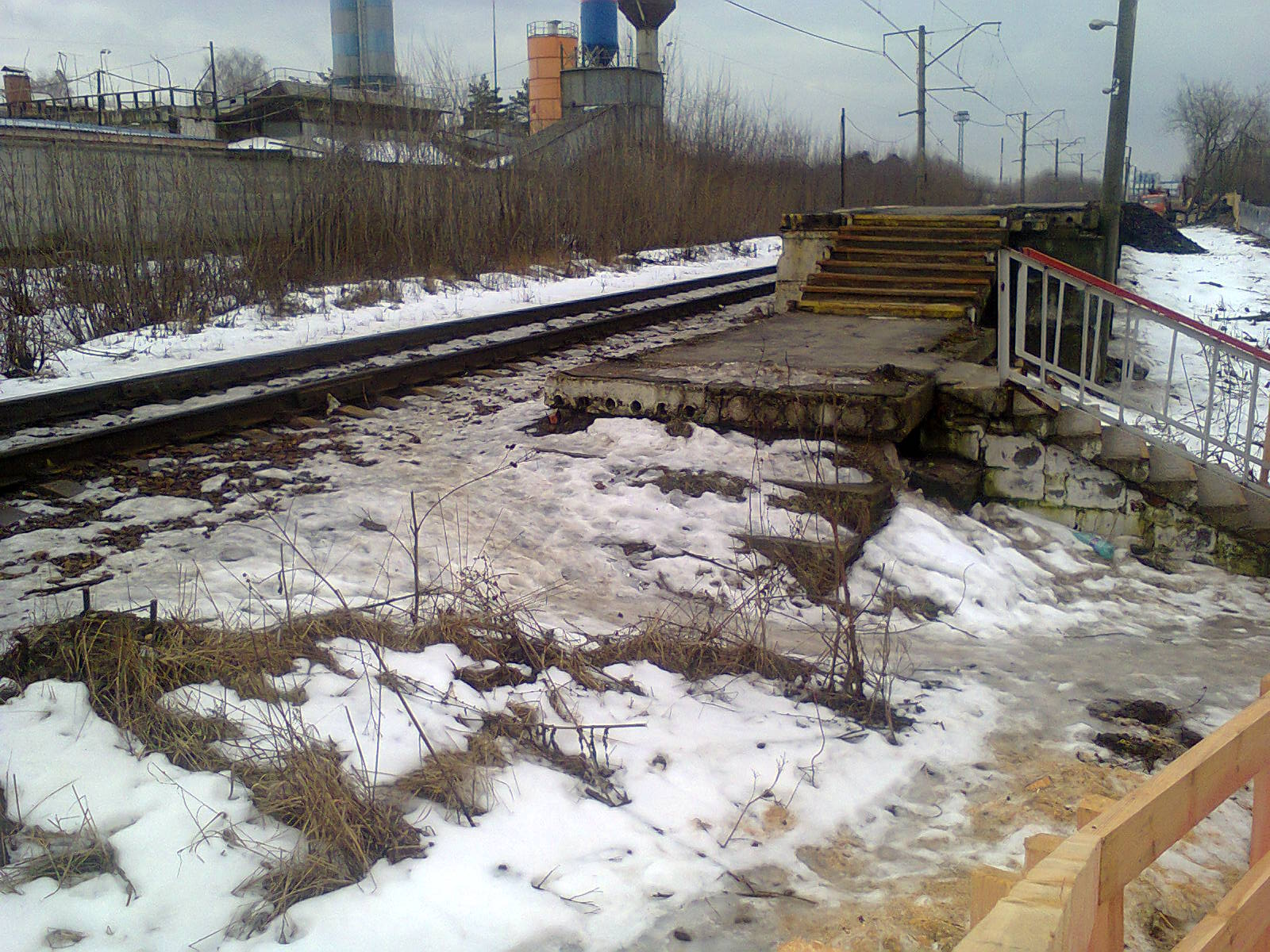
Демонтаж старой платформы

### После реконструкции

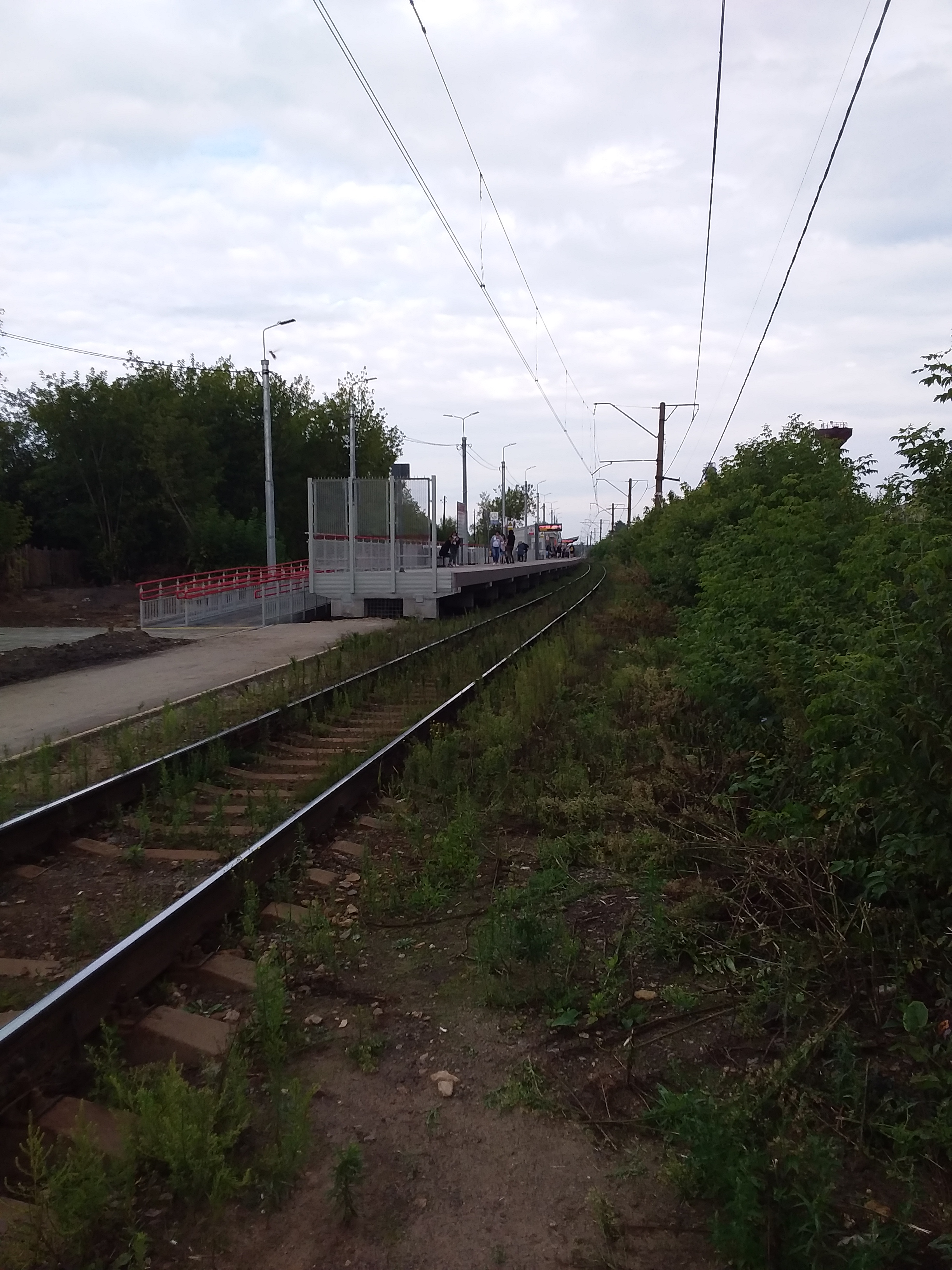
Вид на восток
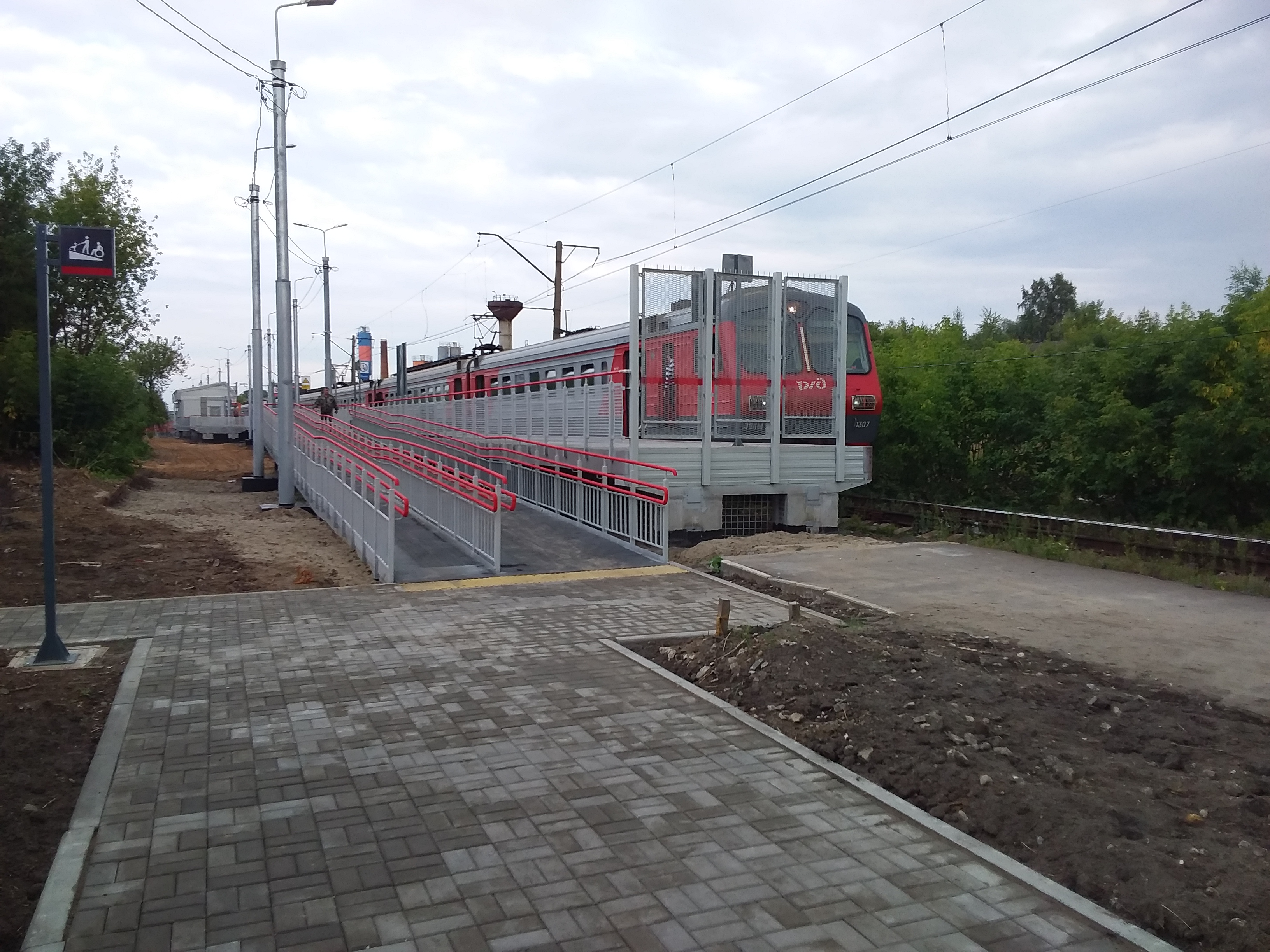
Реконструированная платформа в первый день после открытия
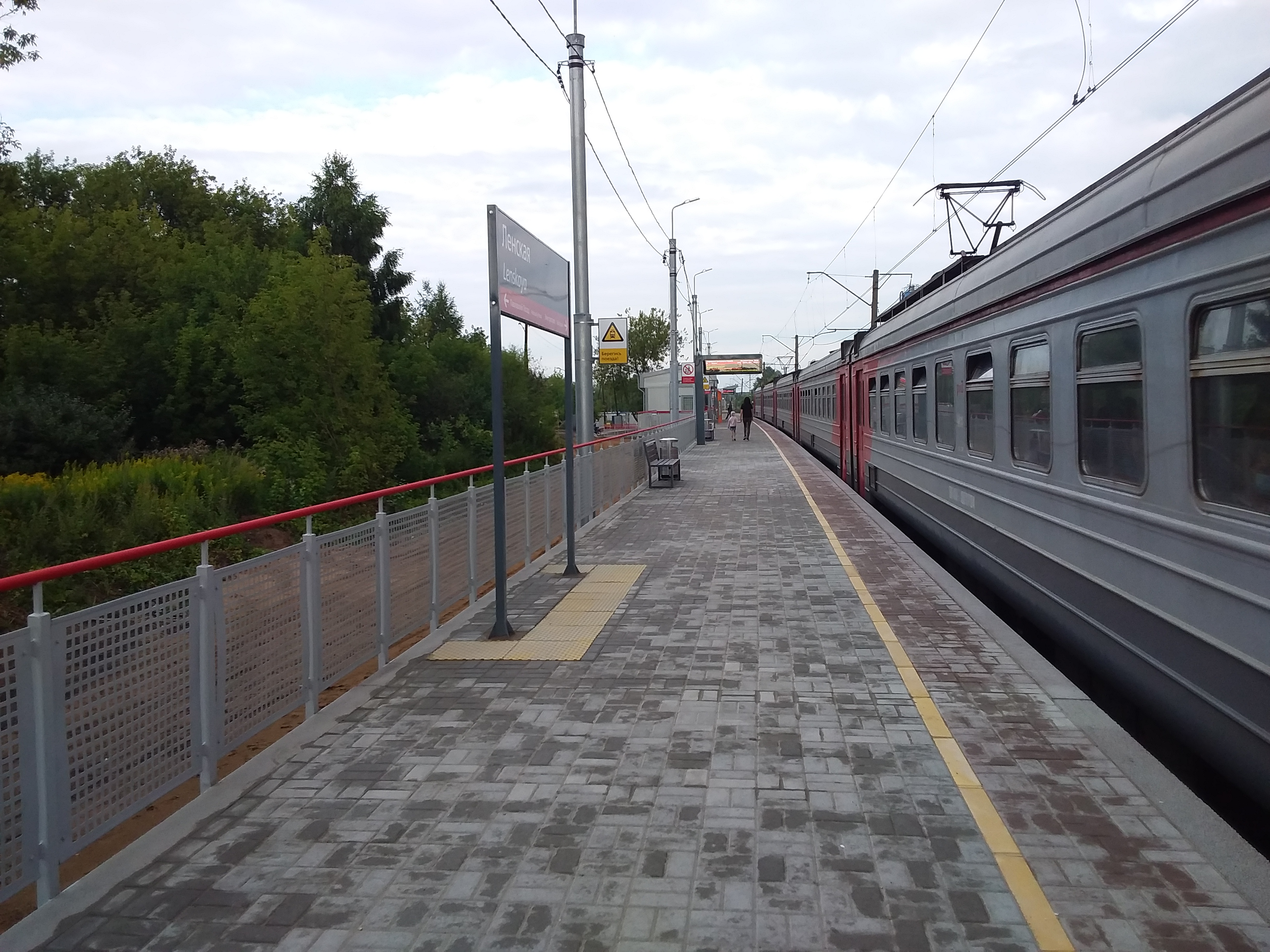
Электропоезд на Москву
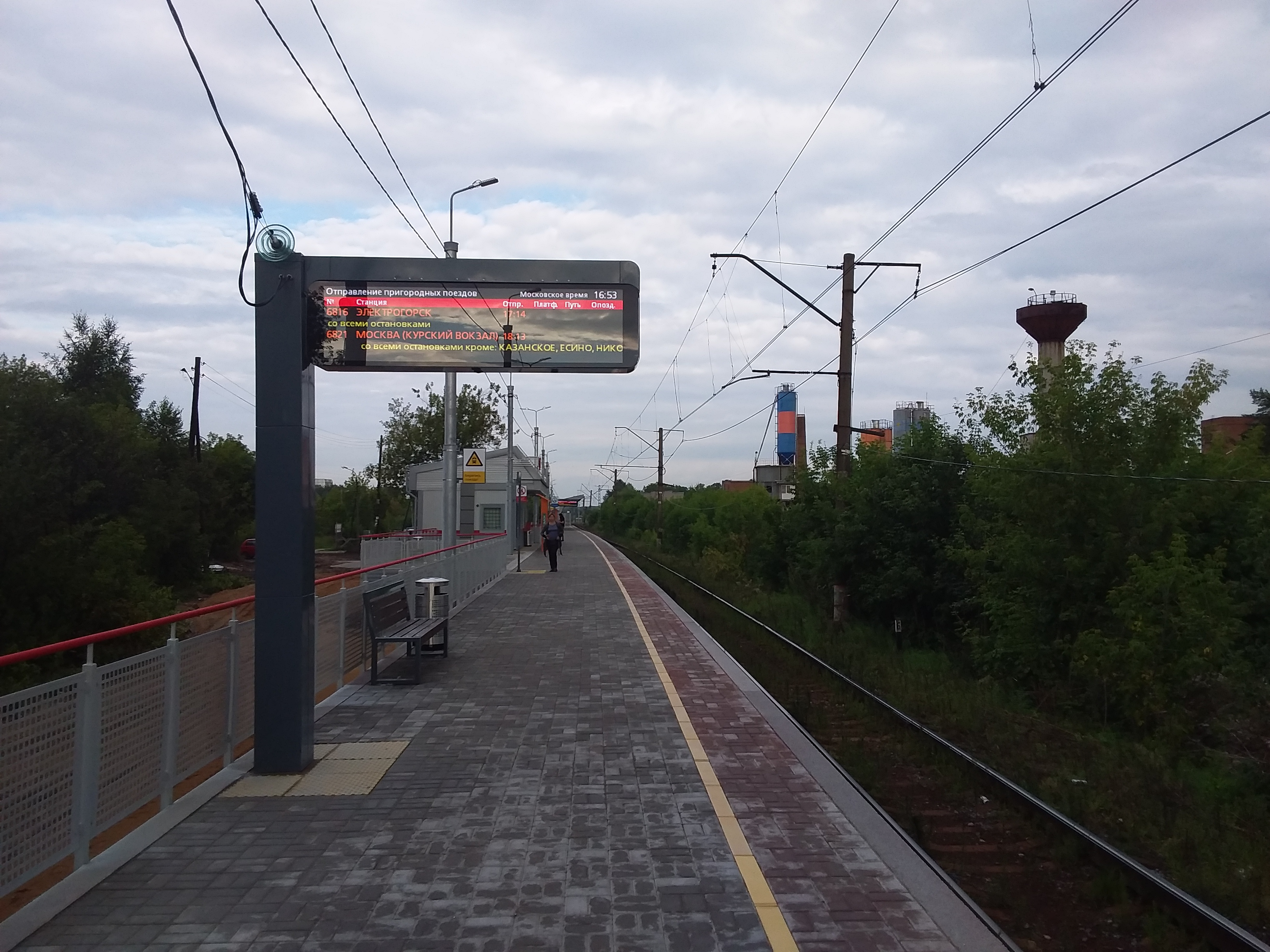
Электронное табло
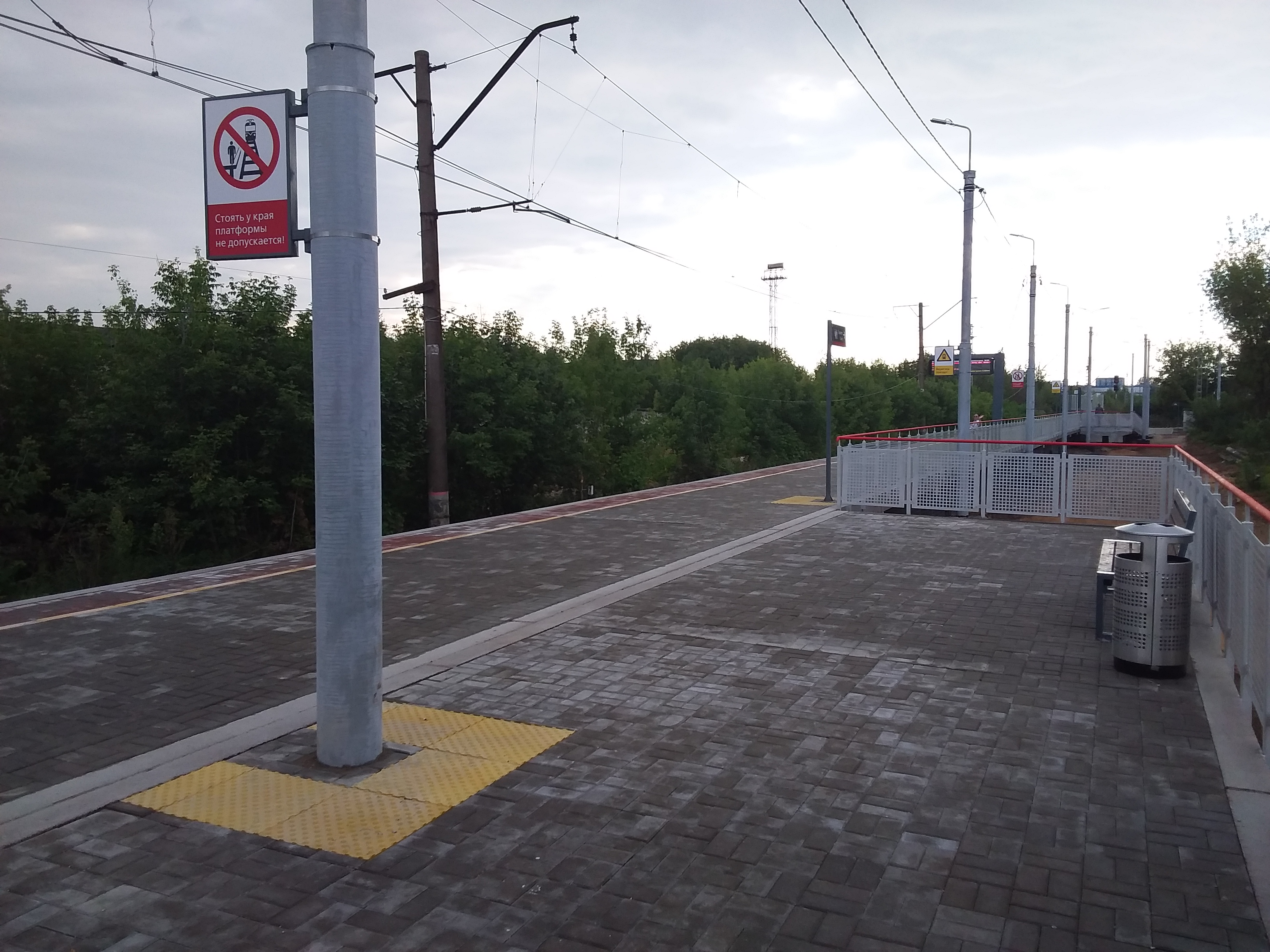
Середина платформы, у кассового павильона
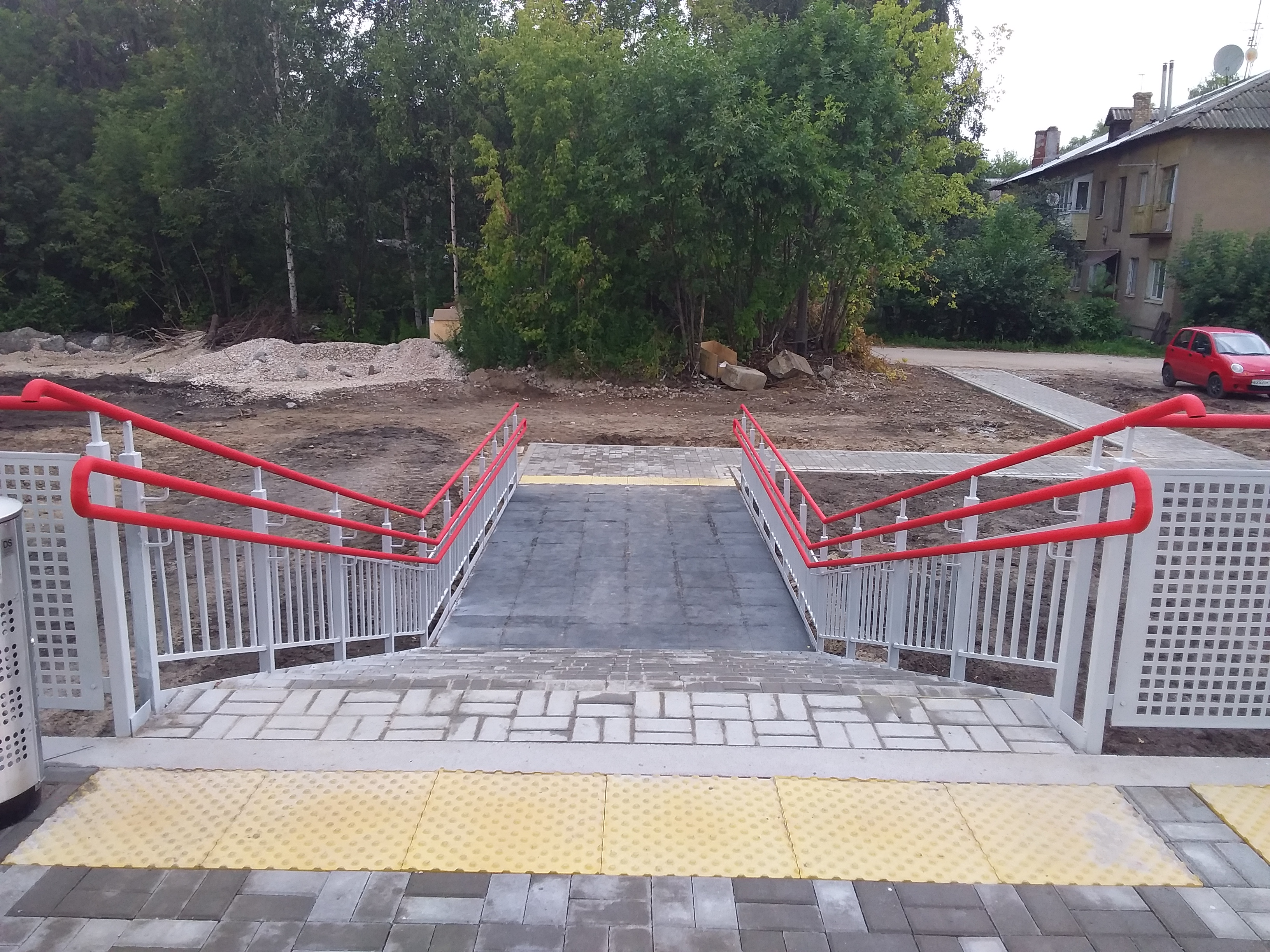
Выход на Корнево-Юдинский переулок (дом №2)
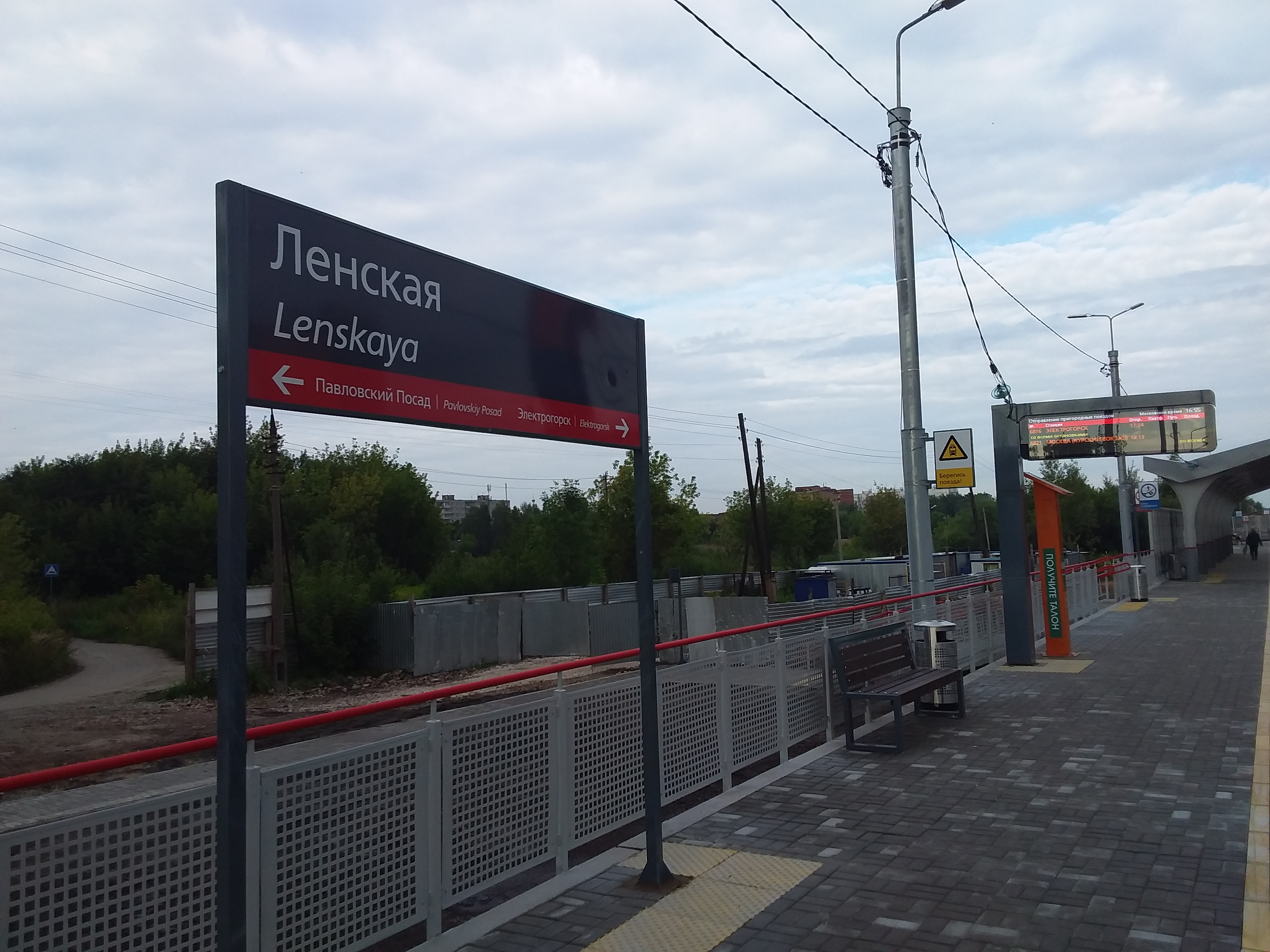
Вид в сторону Электрогорска
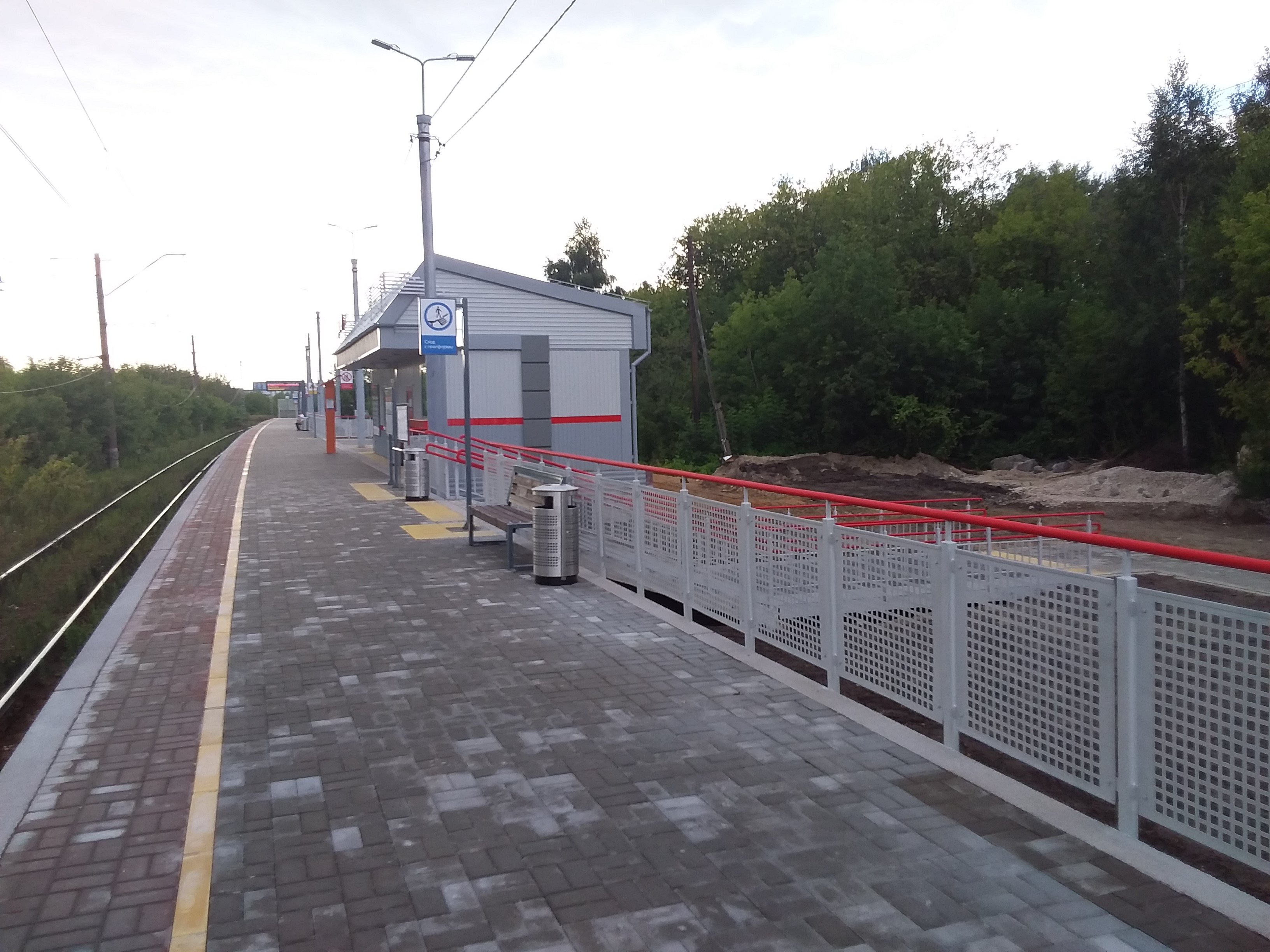
Вид в сторону Павловского Посада/Москвы
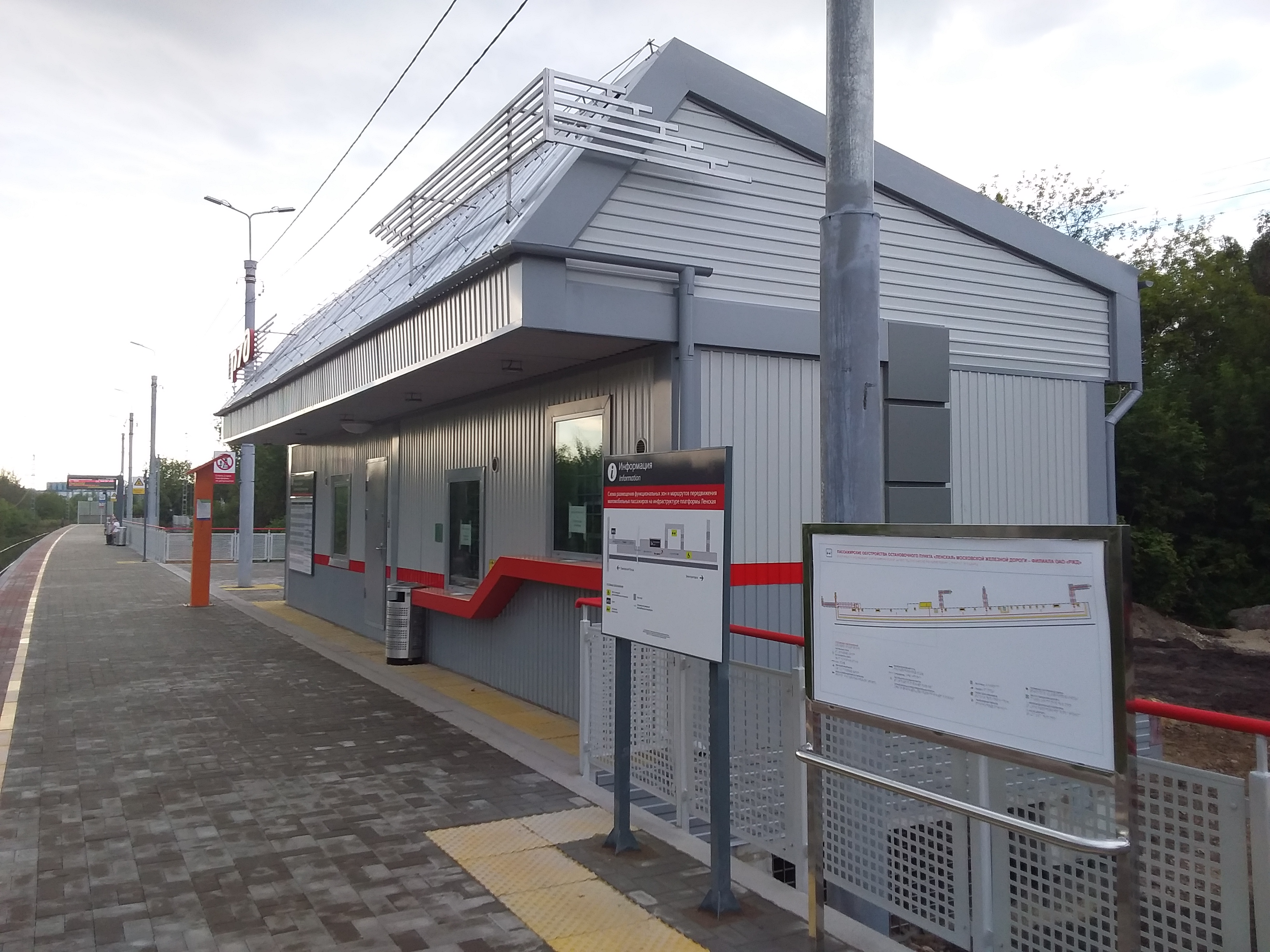
Кассовый павильон и тактильные информационные стенды
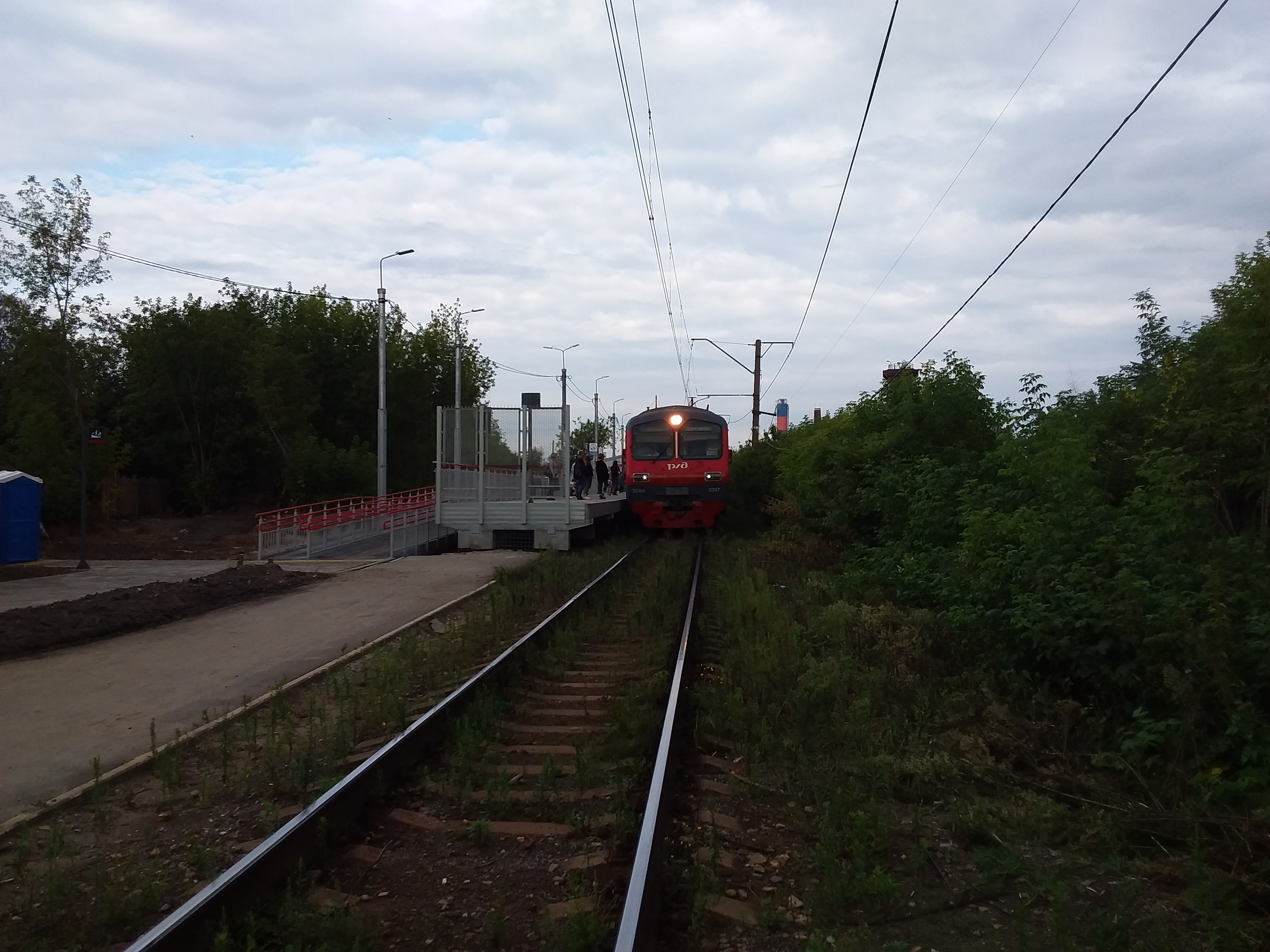
Электропоезд у платформы